# Chimbo (kanton)
Chimbo – kanton w Ekwadorze, w prowincji Bolívar. Stolicą kantonu jest Chimbo.